# Schlemminer Wälder
Schlemminer Wälder este o arie protejată (arie de protecție specială avifaunistică — SPA) din Germania întinsă pe o suprafață de 6.613 ha, integral pe uscat.

## Localizare
Centrul sitului Schlemminer Wälder este situat la coordonatele 53°50′39″N 11°49′33″E / 53.8442°N 11.8258°E.

## Înființare
Situl Schlemminer Wälder a fost declarat arie de protecție specială avifaunistică în aprilie 2008 pentru a proteja 14 specii de animale.

## Biodiversitate
Situată în ecoregiunea continentală, aria protejată nu include niciun habitat protejat.
La baza desemnării sitului se află mai multe specii protejate de  păsări (14): pescăruș albastru (Alcedo atthis), barză albă (Ciconia ciconia ciconia), barză neagră (Ciconia nigra), erete de stuf (Circus aeruginosus), ciocănitoarea de stejar (Dendrocopos medius), ciocănitoare neagră (Dryocopus martius), muscar (Ficedula parva), Grus grus grus, codalb (Haliaeetus albicilla), sfrâncioc roșiatic (Lanius collurio), gaia neagră (Milvus migrans), gaia roșie (Milvus milvus), viespar (Pernis apivorus), silvie porumbacă (Sylvia nisoria).